# Pintassilgo
Carlos Pedro Carvalho Sousa, meglio noto come Pintassilgo (Felgueiras, 30 giugno 1985), è un ex calciatore portoghese, di ruolo centrocampista.

## Carriera

### Club

#### Gli inizi, Vitória Guimarães, prestiti e Pandurii
Nato a Felgueiras, Carlos Pedro Carvalho Sousa, detto Pintassilgo, inizia a giocare a calcio con la squadra della propria città, prima di passare al Vitória Guimarães nel 2005. Dopo sole tre presenze, tra il 2006 e il 2007 viene girato in prestito a Moreirense e Portimonense, in seconda divisione, per poi passare ai romeni del Pandurii.

#### Moreirense
Nell'estate 2008 torna in Portogallo e viene acquistato dal Moreirense, tornandovi dopo due anni. Al termine della stagione 2009-2010 la squadra viene promossa in seconda serie, mentre nel 2011-2012 si aggiudica la storica promozione in Primeira Liga. Alla fine della Primeira Liga 2012-2013, il Moreirense si classifica quindicesimo e retrocede. Questa stagione coincide anche con l'ultima di Pintassilgo con il club di Moreira de Cónegos, dove il centrocampista ha disputato in totale 121 incontri in campionato e segnato tre reti.

#### Arouca
Nonostante la retrocessione dell'anno prima col Moreirense, il centrocampista mantiene la massima categoria, venendo acquistato dall'Arouca, neopromosso in Primeira Liga. Con i giallo-blu disputa tre buone annate, tutte in massima serie, culminate con lo storico quinto posto della stagione 2015-2016, che si traduce in qualificazione ai preliminari dell'UEFA Europa League 2016-2017. Con l'Arouca è sceso in campo 61 volte in Primeira Liga, siglando quattro goal.

#### Covilhã
Nel 2017 viene tesserato dallo Sporting da Covilhã, compagine di seconda divisione. In una sola stagione, conclusasi con l'ottavo posto finale, mette a segno un gol in 14 partite.

#### Varzim e Felgueiras 1932
Nel 2017-2018 si trasferisce a Póvoa de Varzim, militando un anno nel Varzim, collezionando 25 presenze e una rete. Nel 2018 Pintassilgo torna nella sua città natale, Felgueiras, aggregandosi alla squadra che lo ha lanciato tra i professionisti, rifondata con il nome di Felgueiras 1932. Dopo due anni, nel 2020 si ritira dal calcio giocato a quasi 35 anni.